# Lesuhe (köpinghuvudort i Kina, Shaanxi, lat 33,20, long 106,04)
Lesuhe är en köpinghuvudort i Kina. Den ligger i provinsen Shaanxi, i den nordvästra delen av landet, omkring 290 kilometer sydväst om provinshuvudstaden Xi'an. Antalet invånare är 6 892. Befolkningen består av 3 235 kvinnor och 3 657 män. Barn under 15 år utgör 10,0 %, vuxna 15-64 år 75 %, och äldre över 65 år 13,0 %.
Runt Lesuhe är det ganska tätbefolkat, med 90 invånare per kvadratkilometer. Lesuhe är det största samhället i trakten. I omgivningarna runt Lesuhe växer i huvudsak blandskog.
Genomsnittlig årsnederbörd är 1 059 millimeter. Den regnigaste månaden är juli, med i genomsnitt 243 mm nederbörd, och den torraste är december, med 2 mm nederbörd.